# St. Lucia (músico)
Jean-Philip Grobler, conocido por su nombre artístico St. Lucía, es un músico sudafricano-estadounidense. Él firmó con Neon Gold Records donde lanzó su EP de su mismo nombre y su álbum debut When the Night.

## Discografía

### Álbumes de estudio
| When the Night                                                              | - Lanzamiento: 4 de octubre de 2013 - Sello: Neon Gold / Columbia - Formatos: CD, LP, descarga digital | 191 | 6 |
| Matter                                                                      | - Lanzamiento: 29 de enero de 2016 - Sello: Columbia - Formatos: CD, LP, descarga digital              | 97  | – |
| Hyperion                                                                    | - Lanzamiento: 21 de septiembre de 2018 - Sello: Columbia - Formatos: LP, descarga digital             | –   | – |
| «–» indica que el álbum no fue lanzado o no se posicionó en ese territorio. | |     |   |

### Extended Plays
| Título                                | Detalles                                                                    |
| ------------------------------------- | --------------------------------------------------------------------------- |
| St. Lucia                             | - Lanzamiento: 6 de marzo de 2012 - Discografía: Neon Gold / Columbia       |
| September                             | - Lanzamiento: 24 de septiembre de 2012 - Discografía: Neon Gold / Columbia |
| A Brighter Love / Paradise is Waiting | - Lanzamiento: 22 de junio de 2018 - Discografía: Columbia                  |

### Sencillos
| Título                | Año  | Álbum          |
| --------------------- | ---- | -------------- |
| "Elevate"             | 2013 | When the Night |
| "Dancing on Glass"    | 2015 | Matter         |
| "Physical"            | 2015 | Matter         |
| "Love Somebody"       | 2016 | Matter         |
| "Help Me Run Away"    | 2016 | Matter         |
| "Paradise Is Waiting" | 2018 | Hyperion       |
| "Walking Away"        | 2018 | Hyperion       |